# Progetto DAPHNE
Il Progetto DAPHNE è un progetto di Ricerca e sviluppo condotto da Treelogic SL ed in parte finanziato dal 7° programma quadro per ricerca di tecnologia comunicazione e informazione dell'Unione europea.
Il progetto è nell'elenco del progetto CORDIS della commissione europea. Il finanziamento iniziale della UE è avvenuto per il periodo 2013-2016.

## Consorzio del progetto DAPHNE
- Treelogic (Coordinator) – Spagna
- IBM Israel
- ATOS Spain S.A.
- University of Leeds Regno Unito
- Evalan BV, Paesi Bassi
- Ospedale Pediatrico Bambino Gesù, Italia
- Universidad Politécnica de Madrid, Spagna
- SilverCloud Health Ltd, Irlanda
- World Obesity Federation, Regno Unito
- Nevet Ltd, Israele (division of Maccabi Group Holdings)